# M/S Regina Baltica
M/S Regina Baltica är en före detta kryssningsfärja som ägs av Sweoffshore och används i som bostadsplattform i charterverksamhet. För närvarande för Sheringham Shoals vindkraftspark.

## Historia
Hon byggdes i Åbo år 1980 som M/S Viking Song tillsammans med sitt systerfartyg M/S Viking Saga. De sattes då in i trafik för Viking Line mellan Stockholm och Helsingfors. Hon såldes 1985 till det norska rederiet Fred Olsen & co där hon till och med 1990 användes för trafik mellan Norge och Danmark respektive Storbritannien som M/S Braemar. 1991 utchartrades hon till Baltic Shipping Line för traden S:t Petersburg-Nynäshamn-Kiel under namnet Anna Karenina.
I juni 1996 såldes hon till EstLine och döptes om till Regina Baltica och sattes in i trafik mellan Stockholm och Tallinn. 1997 sålde Nordström & Thulin sin andel av EstLine som blev helägt av ESCO. År 2000 upphörde EstLines tioåriga monopol på trafiken Stockholm-Tallinn och verksamheten överfördes via charterkontrakt till det tidigare systerbolaget Hansatee Shipping, vars passagerarverksamhet, Tallink, utökades med linjen Stockholm-Tallinn där fartyget stannade. 2001 gjorde EstLine konkurs och fartyget såldes till Hansatee som 2002 döptes om till AS Tallink Grupp.
När Estland erhållit medlemskap i EU 2004 började man även att lägga till i Mariehamn på natten för att kunna fortsätta sälja taxfree. 2006 flyttades fartyget till rutten Stockholm - Riga. I maj 2009 ersattes hon av M/S Romantika. Därefter har Regina Baltica använts i charterverksamhet; sommarcharter 2009-2011 för Acciona Trasmediterránea och linjen Almeria—Nador. Hösten 2010 var hon även utchartrad till Strandfaraskip Landsins för trafik mellan Tvøroyri-Tórshavn.
2012 Utchartrad som "bostadsplattform" på Nordsjön. 2013 Ombyggd med helikopterplatta och utchartrad via Sweoffshore. 2015 Såld till Sweoffshore.